# Трамбицкий, Алексей Георгиевич

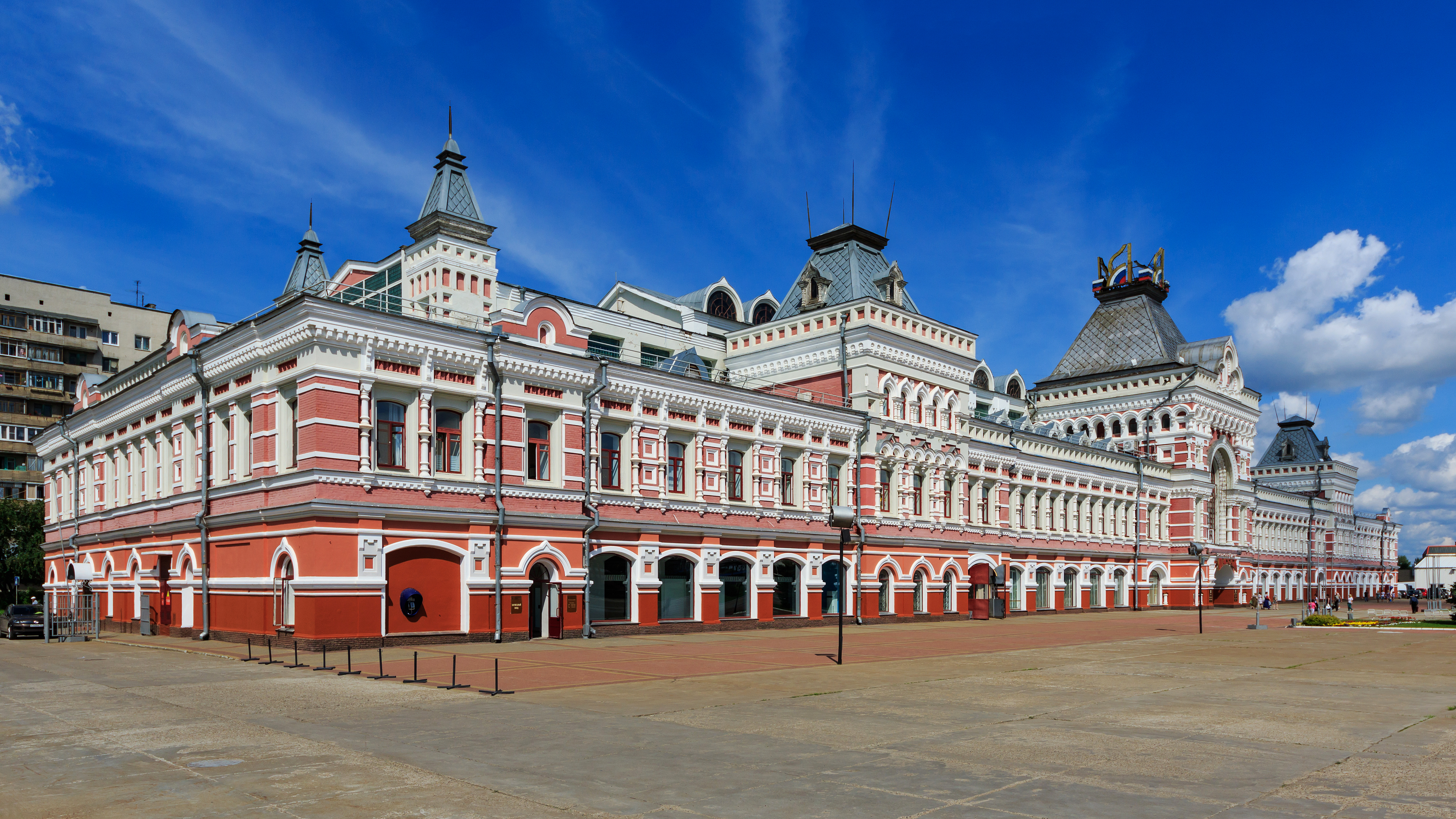
Главный ярмарочный дом Нижегородской ярмарки

Алексей Георгиевич (Егорович) Трамбицкий (1860—1922) — российский архитектор, академик и профессор архитектуры Императорской академии художеств, статский советник.

## Биография
В 1877 году окончил Петровский Полтавский кадетский корпус. Поступил и в 1881 году закончил петербургскую Императорскую Академию художеств со званием неклассного художника, но с правом производства строительных работ.
Будучи учеником Академии художеств, получил медали: в 1879 — малую поощрительную; в 1880 — малую серебряную (и окончил научный курс); в 1882 — малую золотую за программу: «Проект театра на 2000 человек в столичном городе, на открытой площади»; в 1883 — большую золотую медаль за программу: «Проект великокняжеского загородного замка на юге России». В том же году получил звание художника и был отправлен пенсионером Академии художеств за счёт казны на зарубежную поездку. В 1888 году после стажировки вернулся на родину. За исполнение им работы «в качестве пенсионера» в 1887 получает звание академика.
В 1889 году вместе с архитекторами К. В. Трейманом, А. И. фон Гогеном создал проект Главного дома Нижегородской ярмарки в Нижнем Новгороде. Строение было выполнено в формах древнерусской архитектуры XVII века. Здание также выполняло роль административного центра: во время ярмарки в нём размещалась квартира губернатора и его канцелярия, ярмарочная контора и комитет, отделение государственного банка и пр.; на первом этаже находился пассаж, в котором шла бойкая розничная торговля. Трамбицкий — один из авторов его доработанных фасадов и планов, осуществлял временный надзор за его строительством. Принимал участие в восстановлении нижегородского городского театра после его пожара.
С 1890 — преподаватель, с 1895 — профессор Высшего художественного училища при Императорской Академии художеств. В 1890 году принимал участие в обсуждении преподавания курса истории искусств в Императорской Академии художеств, его адаптации к требованиям дня. По итогам обсуждения курс истории искусств внесён в систему академической образовательной программы, что было подтверждено в Уставе 1893 года. История искусств была введена как обязательный предмет, распределённый на три года в следующем порядке: первый год – история классического искусства (не менее 4 часов в неделю); второй год – общий исторический очерк средневекового искусства (4 часа в неделю); третий год – история в эпоху Возрождения (4 часа в неделю), курс общий с архитектурным отделением. Также предусматривалось чтение по эстетической критике на основе разбора произведений знаменитых художников (2 часа в неделю).
Служил в ТСК МВД (с 1888). Архитектор петербургской Мариинской больницы (1888—1890), художник департамента герольдии (1890), ревизор-техник контроля Министерства Императорского двора (1890—1896). С 1898 года — архитектор Дирекции Императорских театров Российской империи. Архитектор Главного Тюремного управления (1908). Действительный член Петербургского общества архитекторов (с 1888 года).
Имел награды: орден Святой Анны 3-й степени (1899).

## Проекты и постройки

### Санкт-Петербург
- Жилой дом Министерства Императорского двора. Воскресенская набережная, 22 — Шпалерная улица, 34 (1899—1902)[11];
- Доходный дом А. Г. Трамбицкого. 8-я линия, 41 (1905)[11];
- Здание женской тюрьмы. Арсенальная улица, 9 (1909—1913)[11].

### Другие места
- Дом просвещения им. Гоголя в Полтаве (1898);
- Конкурсный проект городского театра Тулы (1896; не реализован)[12];
- Тюрьма в Царском Селе;
- главный ярмарочный дом в Нижнем Новгороде;
- здания в Вильно.

## Семья
С 29 мая 1889 года женат на Марии Александровне Кракау (1867—?), дочери профессора по архитектуре Императорской Академии художеств, тайного советника Александра Ивановича Кракау.